# Tiassalé
Tiassalé è una città, sottoprefettura e comune della Costa d'Avorio, situata nella regione di Agnéby-Tiassa. È capoluogo dell'omonimo dipartimento e conta una popolazione di 58 248 abitanti (censimento 2014).